# 77式重机枪
77式重机枪（正式名称：77式12.7毫米高射机枪）是一款中国湖南兵器资江机器责任有限公司（国营九六五六厂）第一代自行研制及生产的重機槍，发射12.7×108毫米俄罗斯口徑（.50俄羅斯或54式12.7毫米重机枪弹）步枪子彈。

## 概述
77式重机枪装填和发射的子弹是12.7×108毫米R（.50俄罗斯或54式12.7毫米重机枪弹）。彈鏈是来自DShK重機槍型的金属制不可散式设计。
其采用氣動式（可三段调节）和後座作用操作系统在重机枪当中非常少见。导气管从機匣前端的枪管输出端和调节器将高压气体直接吹送到枪机以内。闭锁系统是改进的特制铰转板：两侧的铰转板由枪机组件控制向外运动，并且锁入机匣壁的凹槽内。该枪采用開放式槍栓，只能全自动射击。
弹链供弹机构是基于54式重机枪作改进，由机框带动的摇臂操作。供弹方向在左侧，使用时可以在機匣左侧挂上一具弹链箱，可装60发弹链。
枪管圆锥面有纵向凹槽，增大散热面积，同时也能减重，枪管配有提把，可快速拆卸及更換。在枪口可安装有一具大型圆锥形制退器。
機匣后面有两个Ｄ形握把，扳机为拇指按压式，通常还会安装一具肩托。三脚架具有前腿架可以调节长度，当调到最低射击位置作为平射状态使用时则缩短前腿架。
77式重机枪可以装上2倍放大倍率的光学瞄准镜，为简易光学缩影环形瞄准镜，安装于防空用途的三腳架以增强防空能力。
由于77式重机枪服役后效果并不令人满意，因此很快就被85式重机枪所取代。

## 衍生型
85式重机枪是77式重机枪的“产品改良”版本。

## 使用國
| 國家           | 組織名稱           |
| -------------- | ------------------ |
| 柬埔寨         | 柬埔寨皇家軍隊     |
| 中华人民共和国 | 中国人民解放军     |
|                | 塔吉克斯坦武装力量 |

## 外部連結
- （英文）—Modern Firearms—Type 77 heavy machine gun（页面存档备份，存于）
- （英文）—SinoDefence.com—Type 77 12.7mm Anti-Aircraft Machine Gun
- （英文）—Military, Security and Civilian Guns and Equipment—NORINCO Type 77 HMG（页面存档备份，存于）
- （英文）—Weaponsystems.net—Type 77（页面存档备份，存于）
- （简体中文）—D Boy Gun World（槍炮世界）—77式高射机枪（页面存档备份，存于）
- （简体中文）—《轻兵器》—中国1977年式12.7mm高射机枪[]